# Katianira platyura
Katianira platyura är en kräftdjursart som beskrevs av Michitaka Shimomura och Akiyana 2006. Katianira platyura ingår i släktet Katianira och familjen Katianiridae. Inga underarter finns listade i Catalogue of Life.